# Triumph (U-Boot, 1939)
HMS Triumph (Kennung: N18) war ein U-Boot der britischen Royal Navy. Das Boot wurde im Zweiten Weltkrieg eingesetzt und ging 1942 im Mittelmeer verloren.

## Einsatzgeschichte

### Nordsee
Gleich zu Beginn ihrer Einsatzgeschichte entkam die Triumph nur knapp einem Totalverlust, als sie am 26. Dezember 1939 in der Nordsee bei 56° 44′ N, 5° 0′ O auf eine deutsche Seemine lief. Die Außenhülle wurde am Bug auf einer Länge von 6 Metern aufgerissen und auch der Druckkörper beschädigt. Da die Torpedos im Bugtorpedoraum nicht explodierten, konnte das Boot unter Geleitschutz nach Chatham zurückkehren, wo es bis zum 27. September 1940 repariert wurde.

### Mittelmeer
Ab Anfang 1941 operierte die Triumph im Mittelmeer. Im Sommer und Herbst des Jahres wurden sechs Frachter, drei Hilfspatrouillenboote, ein U-Boot und mehrere kleinere Einheiten versenkt. Außerdem wurden ein Tanker, ein Hilfskreuzer und weitere Transportschiffe beschädigt. Am 26. August 1941 griff das U-Boot nördlich von Messina den italienischen schweren Kreuzer Bolzano (Trento-Klasse) erfolglos mit zwei Torpedos an.

### Verlust
Die Triumph verließ die Basis im ägyptischen Alexandria am 26. Dezember 1941 mit dem Ziel, nahe der griechischen Hauptstadt Athen eine Spezialeinheit auszubooten und anschließend im Ägäischen Meer zu patrouillieren. Das Boot meldete am 30. Dezember 1941 die Landung der Einheiten. Seitdem gibt es keine Meldung mehr von der Triumph. Vermutlich lief sie bei der griechischen Insel Milos auf eine italienische Seemine. Die Royal Navy meldete das Boot am 14. Januar 1942 als vermisst. Es gab keine Überlebenden.
Am 8. Juni 2023 wurde bekannt, dass der griechische Taucher Kostas Thuctaridis gemeinsam mit seinem Team das Wrack der HMS Triumph in einer Tiefe von 670 Fuß (204 m) an einem unbekannten Ort in der Ägäis geortet habe.

## Kommandanten
- Lt.Cdr. John Wentworth McCoy (9. Februar 1938 – ?)[3]
- Lt.Cdr. Wilfrid John Wentworth Woods (15. August 1940 – November 1941)[4]
- Lt. John Symons Huddart (November 1941 - † 14. Januar 1942)[5]

## Kampferfolge (Auswahl)
| Datum              | |
| ------------------ | --- |
| 5. März 1941       | Triumph torpedierte und versenkte vor Kap dell' Armi (Kalabrien, Italien) bei 37° 54′ N, 15° 46′ O die italienischen Frachter Marzamemi (958 BRT) und Colomba Lofaro (897 BRT).                                                                   |
| 3. Mai 1941        | Triumph versenkte mit dem Bordgeschütz 10 Seemeilen westlich von Marsa el Brega (Libyen) das italienische Hilfs-Patrouillenboot V136 / Tugnin F. (425 BRT).                                                                                       |
| 30. Mai 1941       | Triumph beschädigte vor Bengasi den italienischen Hilfskreuzer Ramb III (3667 BRT) mit Torpedos. |
| 5. Juni 1941       | Triumph versenkte in der Großen Syrte bei 31° 39′ N, 15° 39′ O die italienischen Hilfspatrouillenboote Valoroso (340 BRT), V 190 / Frieda (246 BRT) und V 137 / Trio Frassinetti (244 BRT) mit dem Deckgeschütz.                                  |
| 27. Juni 1941      | Triumph torpedierte und versenkte nahe Marsa Matruh (Ägypten) bei 32° 5′ N, 28° 47′ O das italienische U-Boot Salpa (611 ts). |
| 6. Juli 1941       | Triumph versenkte in einem längeren Artillerieduell den italienischen Frachter Ninfea (607 BRT) und den italienischen Schlepper Dante de Lutti (266 BRT). Das U-Boot wurde in dem Gefecht ebenfalls beschädigt und musste zur Basis zurückkehren. |
| 18. September 1941 | Triumph torpedierte und beschädigte vor Capo Colonna (Kalabrien) den italienischen Tanker Ardor (8960 BRT). Das beschädigte Schiff wurde nach Crotone geschleppt.                                                                                 |
| 23. September 1941 | Triumph torpedierte und versenkte nordöstlich von Šibenik den deutschen Frachter Luvsee (2373 BRT). |
| 24. September 1941 | Triumph beschädigte vor Ortona den italienischen Frachter Poseidone und den Frachter Sidamo (2384 BRT). |
| 23. Oktober 1941   | Triumph versenkte mit dem Deckgeschütz im Golf von Petalii (Griechenland) die griechischen Segelschiffe Panagiotis und Aghia Paraskeva. |
| 25. Oktober 1941   | Triumph torpedierte und versenkte im Saronischen Golf drei Seemeilen nordwestlich der griechischen Insel Patroklou bei 37° 41′ N, 23° 53′ O den italienischen Frachter Monros (6703 BRT).                                                         |
| 24. November 1941  | Triumph torpedierte und versenkte im Hafen von Iraklio den italienischen Schlepper Hercules (632 BRT). Am selben Tag wurde der deutsche Frachter Norburg (2392 BRT) beschädigt.                                                                   |